# Tulli (Tampere)
Pour les articles homonymes, voir Tulli.
Tulli est un quartier de Tampere en Finlande.

## Description
En raison de la proximité de la gare de triage, on a construit dans le quartier des installations de stockage et de production à partir de la fin du XIXe siècle.
De nos jours, Tulli abrite des locaux de l'Université de Tampere, des petites entreprises industrielles, le centre commercial Tullintori et, un nombre croissant d'immeubles résidentiels.
Tulli est bordé au nord par la rue Itsenäisyydenkatu.
Dans la direction nord-sud, le quartier est traversé par Yliopistonkatu. 
À l'est du quartier se trouve le parc Sorsapuisto, à la limite sud duquel se trouve le grand centre de concerts et de congrès la Maison Tampere, achevée en 1990. 
Dans la partie ouest de Tulli, à la limite de la gare de triage et de Ratapihankatu, se trouve l'hôtel Torni de Tampere.

## Galerie

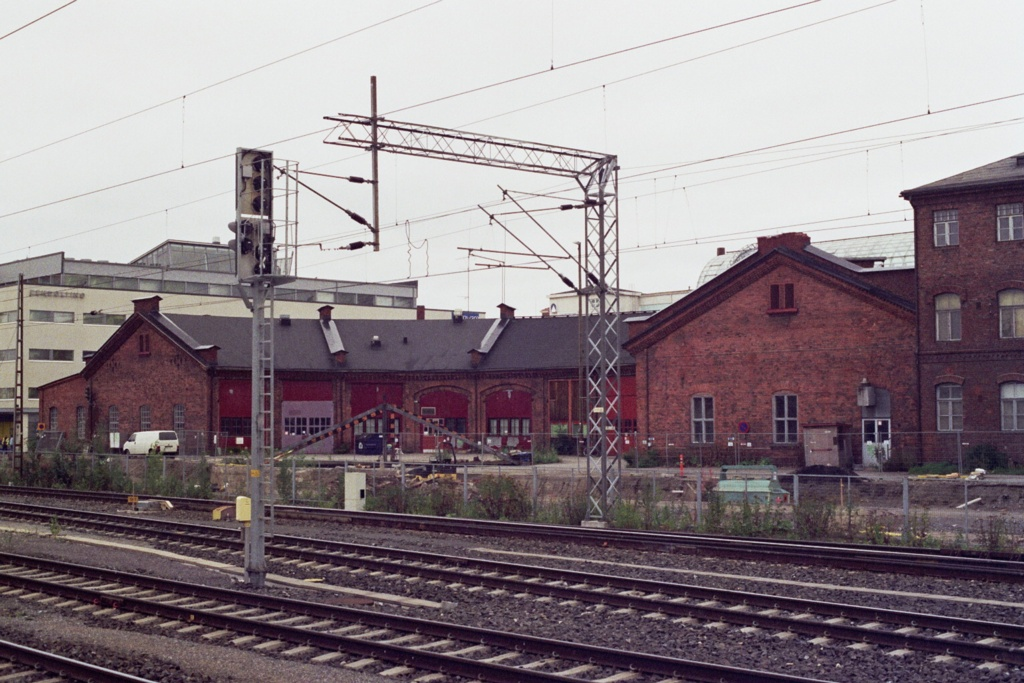
Anciens hangars.
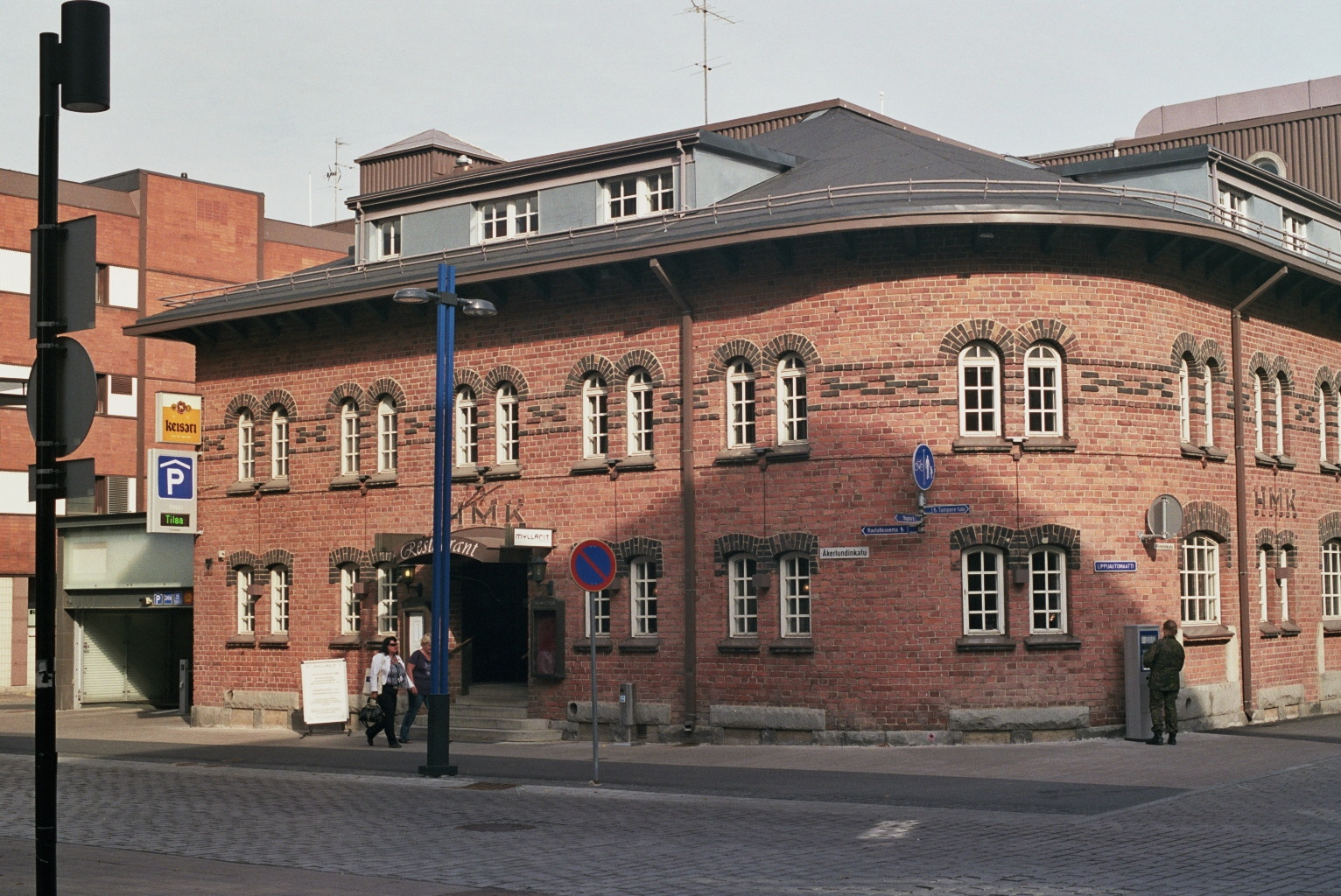
Ancienne meunerie.
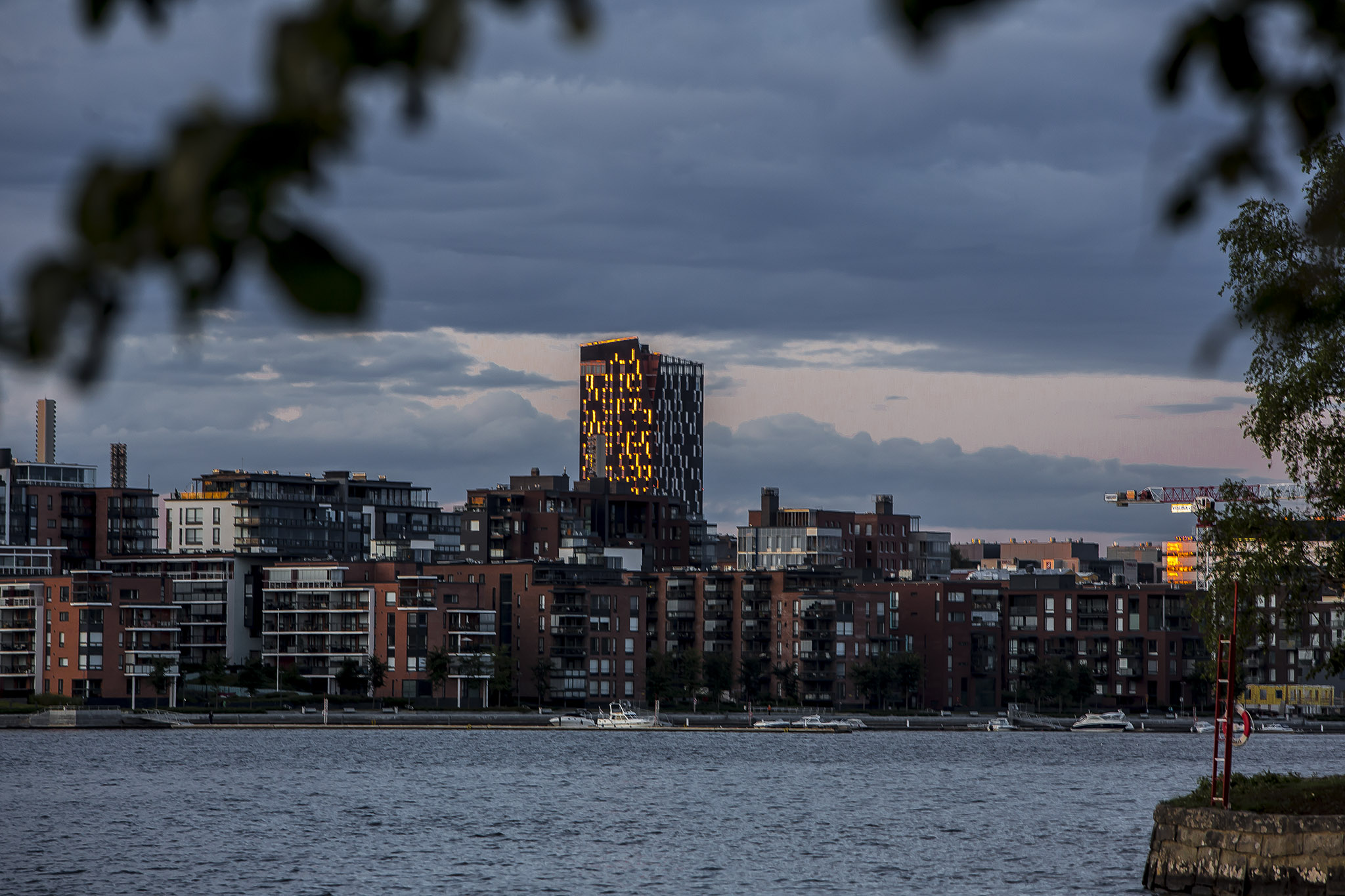
L'Hôtel Torni
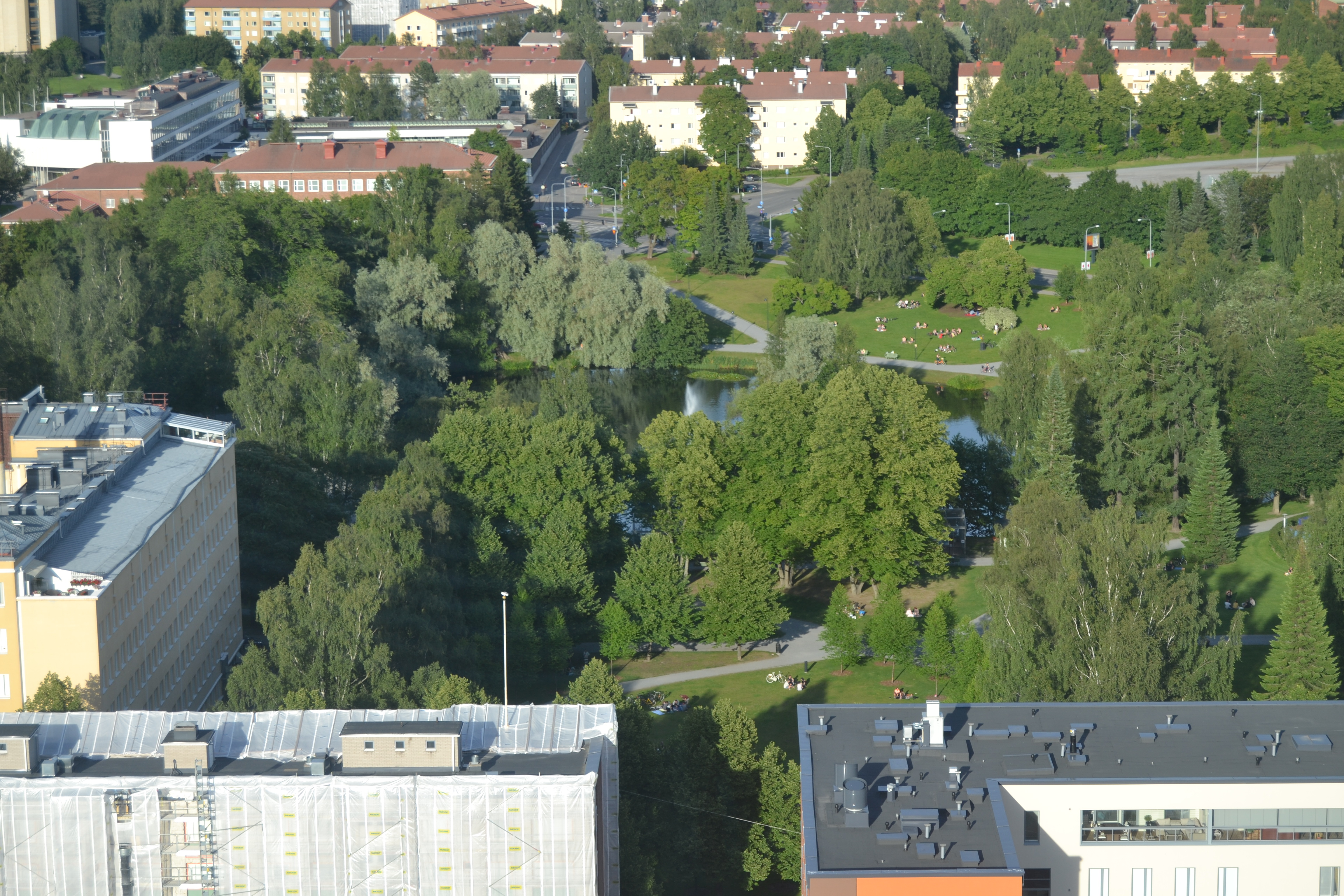
Le parc Sorsapuisto.
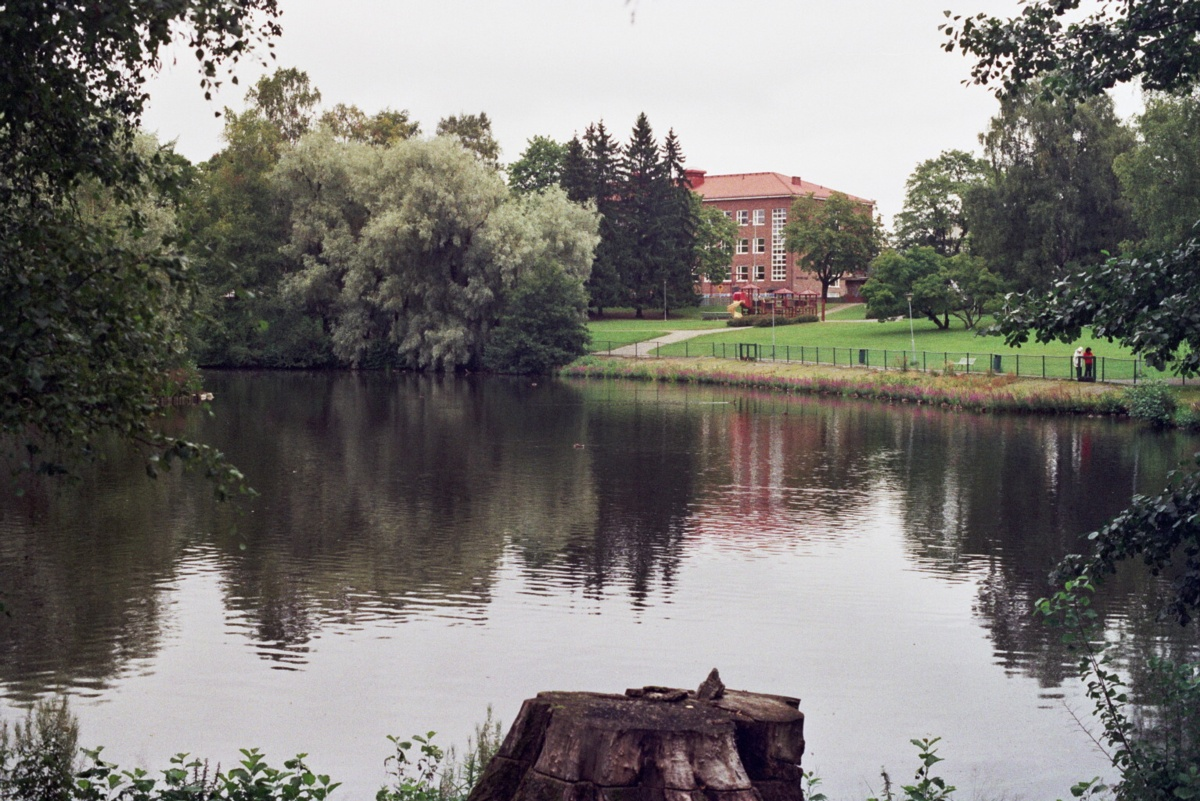
L'étang Sorsalampi.
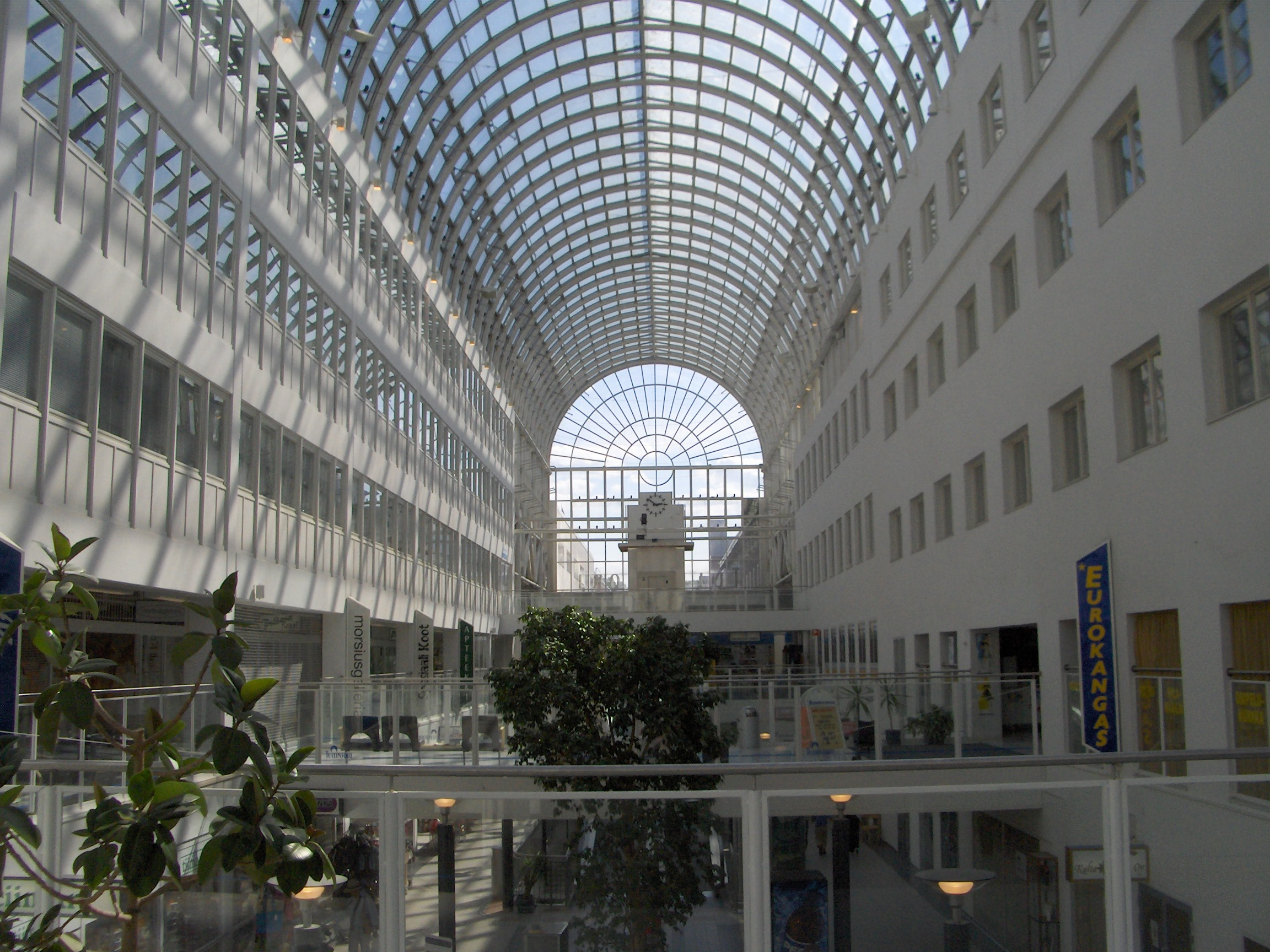
Centre commercial Tullintori.
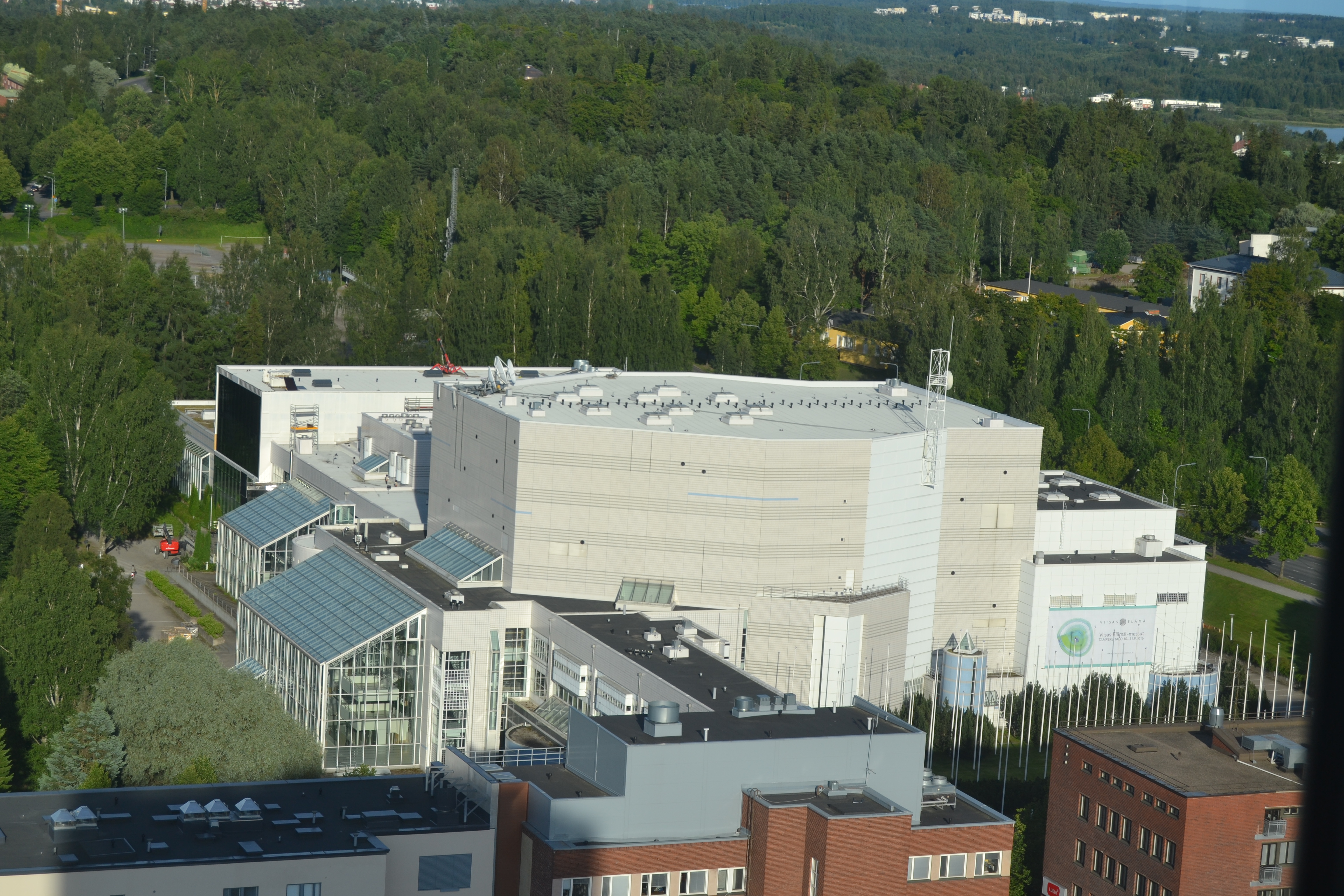
La maison de Tampere.